# Động đất Bắc Cố Nguyên 1622
Động đất Bắc Cố Nguyên 1622 tấn công Ninh Hạ, Trung Quốc vào ngày 25 tháng 10 với một cường độ 7,0 Richter và cường độ cao nhất trên thang đo Mercalli. Đây là trận động đất lớn duy nhất được ghi nhận ở miền tây Trung Quốc trong vòng 148 năm, từ năm 1561 đến năm 1709. Trận động đất xảy ra trên "đứt gãy Zhongwei-Tongxin ", với độ sâu giữa địa chấn khoảng 15 km (9,3 mi).